# Malanzán
Malanzán é uma cidade da Argentina, localizada na província de La Rioja